# België op de Olympische Zomerspelen 1924
België was een van de deelnemende landen op de Olympische Zomerspelen 1924 in Parijs, Frankrijk.
De Belgische delegatie, die ook vijf vrouwen telde, één bij het schoonspringen en vier bij het tennis, behaalde drie gouden, zeven zilveren en drie bronzen medailles en eindigde daarmee op de tiende plaats in het medailleklassement.

## Medailleoverzicht
| Sport      | Olympiër                                                                                                 | Discipline                   | Medaille |
| ---------- | --- | ---------------------------- | -------- |
| Boksen     | Jean Delarge                                                                                             | weltergewicht (m)            | Goud     |
| Schermen   | Charles Delporte                                                                                         | degen (m)                    | Goud     |
| Zeilen     | Léon Huybrechts                                                                                          | 12 voets jol (m)             | Goud     |
| Schermen   | team *                                                                                                   | floret, team (m)             | Zilver   |
| Schermen   | * Désiré Beaurain, Marcel Berré, Charles Crahay Fernand de Montigny, Albert De Rooker, Maurice Van Damme |                              |          |
| Schermen   | team *                                                                                                   | degen, team (m)              | Zilver   |
| Schermen   | * Paul Anspach, Joseph de Craecker, Charles Delporte Fernand de Montigny, Ernest Gevers, Léon Tom        |                              |          |
| Waterpolo  | team | mannen                       | Zilver   |
| Wielrennen | Henri Hoevenaers                                                                                         | wegtijdrit (188 km) (m)      | Zilver   |
| Wielrennen | Henri Hoevenaers Alphonse Parfondry Jean Van den Bosch                                                   | wegtijdrit (188 km) (m)      | Zilver   |
| Worstelen  | Pierre Ollivier                                                                                          | middengewicht vrij (m)       | Zilver   |
| Zwemmen    | Joseph De Combe                                                                                          | 200m school (m)              | Zilver   |
| Boksen     | Joseph Beecken                                                                                           | middengewicht (m)            | Brons    |
| Schermen   | Maurice Van Damme                                                                                        | floret (m)                   | Brons    |
| Wielrennen | Henri Hoevenaers Jean Van den Bosch Léonard Daghelinckx Fernand Saive                                    | ploegachtervolging 4000m (m) | Brons    |

## Deelnemers en resultaten
N.B. Lijst is (mogelijk) niet compleet

### Atletiek
Voor de atletiekwedstrijden werden 29 deelnemers ingeschreven in zeventien disciplines. Uiteindelijk namen er zestien deelnemers deel aan de wedstrijden in dertien disciplines.
| Olympiër              | Discipline               | Resultaat    | Prestatie |
| --------------------- | ------------------------ | ------------ | --- |
| Paul Brochart         | 100 m (m)                | kwartfinale  | 1R serie 10: 2e (11,0) KF serie 6: 4e |
| Paul Brochart         | 200 m (m)                | kwartfinale  | 1R serie 11: 1e (23,0) KF serie 6 |
| Eugène Moetbeek       | 100 m (m)                | 1e ronde     | 1R serie 12: 6e |
| Henri Cockuyt         | 100 m (m)                | 1e ronde     | 1R serie 5: 3e |
| Jules Migeot          | 400 m (m)                | 1e ronde     | 1R serie 2 |
| Jules Migeot          | 400 m horden (m)         | 1e ronde     | 1R serie 6 |
| François Morren       | 800 m (m)                | halve finale | 1R serie 5: 2e (1.57,6) HF 2: 6e (1.58,5) |
| Leon Fourneau         | 1500 m (m)               | 1e ronde     | 1R serie 2 |
| Joseph Vander Wee     | 1500 m (m)               | 1e ronde     | 1R serie 4 |
| Camiel Van de Velde   | 5000 m (m)               | 1e ronde     | 1R serie 1 |
| Camiel Van de Velde   | 10.000 m (m)             | -            | niet geklasseerd |
| Marcel Alavoine       | marathon (m)             | 15e          | 3:03.20 |
| August Broos          | marathon (m)             | 20e          | 3:14.03 |
| Gaston Leclercq       | marathon (m)             | 26e          | 3:27.54 |
| Gerard Steurs         | marathon (m)             | DNF          | niet gefinisht |
| Felicien Van de Putte | marathon (m)             | DNF          | niet gefinisht |
| Jean Hénault          | hoogspringen (m)         | 1e ronde     | 1,80 m |
| Maurice Henrijean     | polsstokhoogspringen (m) | 7e           | 1R serie 2: 3,66 m F: 3,66 m |
| Fred Zinner           | vijfkamp (m)             | 26e          | 72 p (na 3 onderdelen) |
| Josse Ruth            | vijfkamp (m)             | 19e          | 55 p (na 3 onderdelen) |
| Josse Ruth            | tienkamp (m)             | -            | 5866,74 punten 714,40 100 m (11,8) 683,94 verspringen (6,31 m) 340,00 kogelstoten (8,74 m) 678,00 hoogspringen (1,70 m) 864,64 400 m (51,4) 829,00 110 m horden (16,8) 189,08 discuswerpen (23,81 m) 505,00 polsstokhoogspringen(3,20) 210,20 speerwerpen (32,28 m) 762,40 1500 m (4.36,4) |

Henri Cockuyt startte niet op de 200m (m);
Alfons Van Achten startte niet op de 1500 m (m);
J. Polspoel-Standaert startte niet op de marathon (m);
Powell (René Joannes) startte niet op 110 m horden (m), polsstokhoogspringen (m) en tienkamp;
Josse Ruth startte niet op 110 m horden (m);
Marcel Alavoine startte niet op de 10.000 m (m);
Paul Brochart, Henri Cockuyt, Eugène Moetbeek, Fred Zinner, J. Aelbrecht, R. Fraeys, P. Janssens en Eugène Langenraedt namen niet deel op de 4 × 100 m (m)
Camiel Van de Velde, G. Bertrand, L. Cattelain, Leon Degrande, Julien Van Campenhout, Georges Vandenbroele startten alle zes niet in de cross country loop (m);

### Boksen
België schreef vijftien deelnemers in, uiteindelijk namen er tien Belgen deel in zeven gewichtsklassen.
| Olympiër           | Discipline                          | Resultaat   | Prestatie |
| ------------------ | ----------------------------------- | ----------- | --- |
| Lucien Debleyser   | vlieggewicht (tot 50,80 kg) (m)     | 1e ronde    | 1R: verloor van Yvon Trèvédic (Fra) |
| François Sybille   | bantamgewicht (tot 53,53 kg) (m)    | 1/8F        | 1R: won van Franz Barta (Aut) 1/8F: Jean Ces (Fra) |
| Jean Devergnies    | vedergewicht (tot 57,15 kg) (m)     | 4e          | 1R: won van L. Bru-Perez (Esp) 1/8F: won van L. Franceschini (Ita) KF: won van H. Dingley (Gbr) HF: verloor van J. Salas (Usa) 3e plaats: verllor van P. Quartucci (Arg) |
| Karel Tuns         | vedergewicht (tot 57,15 kg) (m)     | 1/8F        | 1R: bye 1/8F: won van H. Dingley (Gbr) |
| Daniel Genon       | lichtgewicht (tot 61,24 kg) (m)     | kwartfinale | 1R: won van B. Lovik (Hun) 1/8F: won van C. Sinclair (aus) KF: verloor van F. Boylstein (Usa)                                                                            |
| Jean Delarge       | weltergewicht (tot 66,68 kg) (m)    | Goud        | 1R: won van L. Sauthier (Sui) 1/8F: won van P. O'Hanrahan (Gbr) KF: won van R. Ingram (Zaf) HF: won van D. Lewis (Can) F: won van H. Mendez (Arg)                        |
| Joseph Remy        | weltergewicht (tot 66,68 kg) (m)    | 1e ronde    | 1R: verloor van R. Ingram (Zaf) |
| Joseph Beecken     | middengewicht (tot 72,57 kg) (m)    | Brons       | 1R: bye 1/8F: won van G. Van Haelen (Bel) KF: won van R. Daney (Fra) HF: verloor van H. Mallin (Gbr) 3e plaats: won van L. Black (Can)                                   |
| Georges Van Haelen | middengewicht (tot 72,57 kg) (m)    | 1/8F        | 1R: bye 1/8F: verloor van J. Beecken (Bel) |
| Fernand Delarge    | halfzwaargewicht (tot 79,38 kg) (m) | 1e ronde    | 1R: verllor van S. Sorsdal (Nor) |

J. van Laere nam niet deel bij de vlieggewichten;
J. Charpentier nam niet deel bij de bantamgewichten;
L. DeMeesmaeker nam niet deel bij de lichtgewichten;
J. Guerlacher nam niet deel bij de weltergewichten;
J. Siven nam niet deel bij de halfzwaargewichten;

### Gewichtheffen
België schreef elf deelnemers in, uiteindelijk namen er acht Belgen deel in de vijf gewichtsklassen.
| Olympiër          | Discipline  | Resultaat | Prestatie |
| ----------------- | ----------- | --------- | --- |
| Nicolaas Moerloos | -60kg (m)   | 12e       | 1-handig trekken: 10e met 55 kg 1-handig stoten: 7e met 70 kg drukken: 15e met 65 kg trekken: 13e met 67,5 kg stoten: 13e met 92,5 kg totaal: 355 kg   |
| Albert Maes       | -60kg (m)   | 13e       | 1-handig trekken: 12e met 55 kg 1-handig stoten: 7e met 70 kg drukken: 15e met 65 kg trekken: 13e met 67,5 kg stoten: 11e met 95 kg totaal: 352,5 kg   |
| G. Butter         | -67,5kg (m) | 10e       | 1-handig trekken: 8e met 65 kg 1-handig stoten: 11e met 75 kg drukken: 11e met 72,5 kg trekken: 6e met 82,5 kg stoten: 5e met 110 kg totaal: 405 kg    |
| M. van der Goten  | -75kg (m)   | 13e       | 1-handig trekken: 19e met 60 kg 1-handig stoten: 15e met 75 kg drukken: 17e met 72,5 kg trekken: 7e met 85 kg stoten: 11e met 110 kg totaal: 402,5 kg  |
| Victor Van Hamme  | -75kg (m)   | 16e       | 1-handig trekken: 18e met 60 kg 1-handig stoten: 15e met 75 kg drukken: 20e met 70 kg trekken: 17e met 75 kg stoten: 11e met 110 kg totaal: 390 kg     |
| Marcel Horsch     | -75kg (m)   | 20e       | 1-handig trekken: 24e met 55 kg 1-handig stoten: 22e met 67,5 kg drukken: 13e met 77,5 kg trekken: 12e met 80 kg stoten: 22e met 100 kg totaal: 380 kg |
| F. Verdonck       | -82,5kg (m) | 17e       | 1-handig trekken: 18e met 60 kg 1-handig stoten: 16e met 70 kg drukken: 18e met 70 kg trekken: 17e met 80 kg stoten: 17e met 100 kg totaal: 380 kg     |
| Gustaaf Bernart   | +82,5kg (m) | 9e        | 1-handig trekken: 12e met 70 kg 1-handig stoten: 12e met 80 kg drukken: 6e met 95 kg trekken: 8e met 95 kg stoten: 8e met 125 kg totaal: 465 kg        |

### Moderne vijfkamp
Er namen vier Belgen deel aan de wedstrijden in de moderne vijfkamp.
| Olympiër                             | Discipline | Resultaat | Prestatie |
| ------------------------------------ | ---------- | --------- | --- |
| Léopold Buffin de Chosal             | mannen     | 17e       | schietsport: 21e met 156 punten zwemmen: 20e in 6.25,8 schermen: 13e met 13,5 punten paardensport: 2e met 146 punten atletiek: 33e in 16.03,0 totaal: 89,5 punten   |
| Joseph Van Loocke                    | mannen     | 18e       | schietsport: 30e met 134 punten zwemmen: 16e in 6.18,0 schermen: 15e met 15,5 punten paardensport: 9e met 125 punten atletiek: 21e in 14.28,0 totaal: 92 punten     |
| Jacques de Wykerslooth de Rooyesteyn | mannen     | 29e       | schietsport: 25e met 140 punten zwemmen: 31e in 7.41,6 schermen: 22e met 22,5 punten paardensport: 17e met 111,5 punten atletiek: 27e in 15.08,6 totaal: 123 punten |
| Jules Hulsmans                       | mannen     | 35e       | schietsport: 27e met 140 punten zwemmen: 26e in 6.49,8 schermen: 34e met 34,5 punten paardensport: 28e met 90 punten atletiek: 25e in 14.58,0 totaal: 140,5 punten  |

### Paardensport
Aan de drie disciplines in de paardensport namen elf ruiters deel.
| Olympiër                                                          | Discipline  | Resultaat | Prestatie |
| Dressuur                                                          | Dressuur    | Dressuur  | Dressuur |
| ----------------------------------------------------------------- | ----------- | --------- | --- |
| Roger Delrue                                                      | individueel | 23e       | 170,8 punten |
| Georges Serlez                                                    | individueel | 9e        | 242 punten |
| Joseph Stevenart                                                  | individueel | 13e       | 233,2 punten |
| Eventing                                                          |             |           | |
| Baudouin de Brabandère op Modestie                                | individueel | 6e        | dressuur: 26e met 138 punten crosscountry: 11e met 1190,5 punten springconcours: 1e met 400 punten totaal: 1728,5 punten |
| Jules Bonvalet op Weppelghem                                      | individueel | 16e       | dressuur: 12e met 161 punten crosscountry: 30e met 693,3 punten springconcours: 1e met 400 punten totaal: 1428 punten    |
| Joseph Fallon op Le Divorce                                       | individueel | 21e       | dressuur: 39e met 116 punten crosscountry: 24e met 841 punten springconcours: 23e met 120 punten totaal: 1077 punten     |
| Louis Nossent op Pirouette                                        | individueel | 27e       | dressuur: 24e met 142 punten crosscountry: 20e met 942 punten springconcours: 32e met 260 strafpunten totaal: 924 punten |
| Baudouin de Brabandère Jules Bonvalet Joseph Fallon Louis Nossent | team        | 5e        | dressuur: 6e met 441,5 punten crosscountry: 6e met 3099 punten springconcours: 2e met 920 punten totaal: 4233,5 punten   |
| Springconcours                                                    |             |           | |
| Joseph Breuls                                                     | individueel | 22e       | 24,00 strafpunten |
| Nicolas Leroy                                                     | individueel | 8e        | 14,75 strafpunten |
| Gaston Mesmaekers                                                 | individueel | 18e       | 22,75 strafpunten |
| Jacques Misonne                                                   | individueel | 13e       | 19,50 strafpunten |
| Joseph Breuls Nicolas Leroy Gaston Mesmaekers Jacques Misonne     | team        | 4e        | 57,00 strafpunten |

### Roeien
België schreef negentien deelnemers in vier boten in, uiteindelijk namen bij het roeien vijftien deelnemers deel in drie boten.
| Olympiër | Discipline   | Resultaat | Prestatie                            |
| --- | ------------ | --------- | ------------------------------------ |
| Alfons De Wette Eugène Gabriels Maurice Delplanck (sm) | twee-met (m) | series    | serie 1: 3e                          |
| Lucien Brouha Victor Denis Jules George Marcel Roman Georges Anthony (sm)                                                                                 | vier-met (m) | series    | serie 1: 2e herkansing: 4e           |
| Arthur D'Anvers Gerard De Gezelle René De Landtsheer Albert Geinger Léon Lippens Hippolyte Schouppe Robert Swartelé Jean van Silfhout Marcel Wauters (sm) | acht (m)     | series    | serie 1: 2e herkansing: 4e in 6.52,0 |

### Schermen
België schreef 21 deelnemers in voor de drie disciplines waarvan er uiteindelijk negentien aan de wedstrijden deelnamen.
| Olympiër                                                                                               | Discipline      | Resultaat | Prestatie |
| --- | --------------- | --------- | --- |
| Paul Anspach                                                                                           | degen (m)       | 9e        | 1e ronde groep D: 5e (4-4) kwartfinale C: 3e (6-4) halve finale B: 4e (6-5) finale: 9e (4-7) |
| Charles Delporte                                                                                       | degen (m)       | Goud      | 1e ronde groep C: 1e (7-2) kwartfinale A: 1e (7-3) halve finale A: 2e (6-5) finale: 1e (8-3) |
| Ernest Gevers                                                                                          | degen (m)       | 12e       | 1e ronde groep A: 1e (6-3) kwartfinale D: 1e (6-3) halve finale B: 6e (4-7) finale: 12e (1-10) |
| Léon Tom                                                                                               | degen (m)       | 7e        | 1e ronde groep B: 3e (5-4) kwartfinale B: 3e (6-3) halve finale A: 1e (7-4) finale: 7e (5-6) |
| Paul Anspach Joseph de Craecker Charles Delporte Ernest Gevers Fernand de Montigny Léon Tom            | degen team (m)  | Zilver    | 1e ronde groep B: 1e W van ARG: 11-5 kwartfinale B: 1e W van Zwitserland: 13-3 halve finale A: 2e W van Spanje: 9-6 finale: 2e V van Frankrijk: 5-10 W van Italië: 11-5 W van Portugal: 9-7 |
| Charles Crahay                                                                                         | floret (m)      | 13e       | 1e ronde groep C: 2e V van FRA Ducret: 4-5 W van ARG Larraz: 5-4 W van SUI Empeyta: 5-4 2e ronde groep C: 1e W van ESP Delgado: 5-2 W van POR Queiróz: 5-2 W van GBR Doyne: 5-4 V van SUI Fitting: 3-5 W van AUT Gottfried: 5-1 kwartfinale B: 5e V van GBR Seligman: 4-5 W van FRA Ducret: 5-4 V van USA Calnan: 4-5 V van DEN Osiier: 4-5 W van POR Queiróz: 5-3 |
| Bathazar de Beukelaer                                                                                  | floret (m)      | 7e        | 1e ronde groep J 3e V van URU Mendy: 3-5 2e ronde groep A: 3e V van ARG Larraz: 4-5 V van FRA Coutrot: 1-5 W van NOR Falkenberg: 5-3 W van NED Kunze: 5-2 W van GBR Sherriff: 5-0 kwartfinale C: 3e V van FRA Cattiau: 3-5 V van ARG Larraz: 0-5 W van NOR Lorentzen: 5-1 W van URU Mendy: 5-2 V van DEN Berthelsen: 2-5 halve finale B: 4e V van FRA Cattiau: 0-5 V van GBR Seligman: 4-5 V van FRA Coutrot: 4-5 W van USA Calnan: 5-1 W van NOR Lorentzen: 5-1 finale: 7e V van FRA Ducret: 3-5 V van FRA Cattiau: 1-5 V van BEL Van Damme: 4-5 V van FRA Coutrot: 2-5 V van ARG Larraz: 1-5 V van DEN Osiier: 2-5                                                                 |
| Emile Dufrane                                                                                          | floret (m)      | 25e       | 1e ronde groep L: 1e W van ARG Casco: 5-3 W van POR de Andrade: 5-3 W van GRE Foustanos: 5-1 2e ronde groep F: 4e V van FRA Cattiau: 2-5 V van URU Mendy: 4-5 V van DEN Berthelsen: 4-5 W van USA Boyce: 5-4 |
| Maurice van Damme                                                                                      | floret (m)      | Brons     | 1e ronde groep K: 1e W van NOR Falkenberg: 5-1 W van AUT Gottfried: 5-2 W van ARG Guerrico: 5-1 2e ronde groep B: 1e W van NOR Lorentzen: 5-2 W van POR de Andrade: 5-1 W van NED Nederpeld: 5-0 W van URU Mendy: 5-0 W van USA Bloomer: 5-4 kwartfinale A: 4e V van ESP Delgado: 4-5 V van AUT Ettinger: 3-5 W van FRA Coutrot: 5-4 V van GBR Montgomerie: 3-5 W van POR de Andrade: 5-0 halve finale A: 3e V van FRA Ducret: 0-5 W van DEN Osiier: 5-2 V van ARG Larraz: 2-5 W van ESP Delgado: 5-1 W van AUT Ettinger: 5-2 finale: 3e V van FRA Ducret: 3-5 V van FRA Cattiau: 0-5 W van BEL De Beukelaer: 5-4 W van FRA Coutrot: 5-0 W van ARG Larraz: 5-1 W van DEN Osiier: 5-1 |
| Désiré Beaurain Marcel L. Berré Charles Crahay Fernand de Montigny Albert De Roocker Maurice van Damme | floret team (m) | Zilver    | 1e ronde groep D: jury beslissing kwartfinale C: 3e W van Argentinië: 8-8 (61-56) W van Groot-Brittannië: 12-4 halve finale A: 2e W van Denemarken: 9-7 finale: 2e V van Frankrijk: 3-13 W van Hongarije: 9-7 |
| Charles Acke                                                                                           | sabel (m)       | 39e       | 1e ronde groep B: 6e V van URU Belo: 2-4 W van HUN Pósta: 4-2 V van FRA Conraux: 3-4 W van ARG Sola: 4-3 V van GBR Kershaw: 3-4 V van DEN Berthelsen: 0-4 |
| Omer Berck                                                                                             | sabel (m)       | 16e       | 1e ronde groep G: 1e V van ITA Bertinetti: 3-4 W van USA Castner: 4-1 W van NED van Dulm: 4-2 W van CHI Fernández: 4-1 W van ESP de Olivares: 4-2 halve finale B: 6e V van FRA Ducret: 2-4 V van ITA Bertinetti: 3-4 V van HUN Schenker: 3-4 W van NED de Jong: 4-3 V van ARG Sola: 2-4 W van GBR Dalglish: 4-0 W van URU Mendy: 4-1 V van USA Castner: 3-4 |
| Robert Feyerick                                                                                        | sabel (m)       | 19e       | 1e ronde groep D: 2e V van ITA Puliti: 3-4 W van GBR Seligman: 4-2 W van URU Mendy: 4-1 W van ARG Ponce: 4-3 W van ESP Julio González: 4-3 halve finale C: 6e V van ITA Puliti: 2-4 V van HUN Pósta: 0-4 V van ARG Casco: 0-4 W van ITA Sarrocchi: 4-0 V van URU Belo: 1-4 W van FRA Perrodon: 4-3 W van NED van Dulm: 4-2 W van GRE Kotzias: 4-2 |
| Jules Maes                                                                                             | sabel (m)       | 22e       | 1e ronde groep A: 2e W van ARG Casco: 4-2 V van URU Rolando: 3-4 W van ITA Bini: 4-3 V van NED Ekkart: 0-4 W van USA Gignoux: 4-2 W van DEN Munck: 4-3 halve finale A: 7e V van ITA Bini: 0-4 V van DEN Osiier: 1-4 V van HUN Garay: 2-4 W van FRA Conraux: 4-2 V van HUN Tersztyánszky: 0-4 V van ARG Merlo: 1-4 V van URU Rolando: 3-4 W van URU Mendy: 4-1 |
| Charles Delporte Robert Feyerick Félix Goblet Léon Tom Jean-Pierre Willems                             | sabel team (m)  | 7e        | 1e ronde groep E: 2e V van Argentinië: 7-9 kwartfinale A: 3e V van Hongarije: 6-10 V van Italië: 8-8 (46-50) |

### Schietsport
België schreef dertien schutters in voor de wedstrijden, twaalf namen er uiteindelijk deel.
| Olympiër                                                                                     | Discipline                | Resultaat | Prestatie  |
| -------------------------------------------------------------------------------------------- | ------------------------- | --------- | ---------- |
| Conrad Adriaenssens                                                                          | 50m geweer liggend (m)    | 30e       | 384 punten |
| Arthur Balbaert                                                                              | 50m geweer liggend (m)    | 26e       | 385 punten |
| Charles Delbarre                                                                             | 50m geweer liggend (m)    | 31e       | 383 punten |
| Paul Van Asbroeck                                                                            | 50m geweer liggend (m)    | 8e        | 391 punten |
| Conrad Adriaenssens                                                                          | 600m vrij geweer (m)      | 41e       | 78 punten  |
| Arthur Balbaert                                                                              | 600m vrij geweer (m)      | 14e       | 84 punten  |
| François Lafortune                                                                           | 600m vrij geweer (m)      | 19e       | 83 punten  |
| Paul Van Asbroeck                                                                            | 600m vrij geweer (m)      | 24e       | 82 punten  |
| Conrad Adriaenssens Arthur Balbaert François Lafortune Charles Scheirlinck Paul Van Asbroeck | vrij geweer team (m)      | 11e       | 550 punten |
| François Lafortune                                                                           | 25m snelvuurpistool (m)   | 40e       | 13 punten  |
| Victor Robert                                                                                | 25m snelvuurpistool (m)   | 40e       | 13 punten  |
| Jacques Thuriaux                                                                             | 25m snelvuurpistool (m)   | 50e       | 11 punten  |
| Paul Van Asbroeck                                                                            | 25m snelvuurpistool (m)   | 51e       | 8 punten   |
| Albert Bosquet                                                                               | trap (m)                  | onbekend  |            |
| Louis D'Heur                                                                                 | trap (m)                  | onbekend  | 96 punten  |
| Emile Dupont                                                                                 | trap (m)                  | onbekend  |            |
| Louis Van Tilt                                                                               | trap (m)                  | onbekend  |            |
| Albert Bosquet Louis D'Heur Emile Dupont Jacques Mouton Henri Quersin Louis Van Tilt         | kleiduifschieten team (m) | 4e        | 354 punten |

### Schoonspringen
Van de drie deelnemers die voor het schoonspringen waren ingeschreven namen er twee deel aan de wedstrijden.
| Olympiër            | Discipline     | Resultaat | Prestatie                          |
| ------------------- | -------------- | --------- | ---------------------------------- |
| Albert Van Heymbeek | 10m toren (m)  | 15e       | 1e ronde groep 2: 5e met 27 punten |
| Albert Van Heymbeek | hoogduiken (m) | 24e       | 1e ronde groep 1: 8e met 41 punten |
| Sophie Hennebert    | 10m toren (v)  | 10e       | 1e ronde groep 2: 5e met 22 punten |

### Tennis
Aan de tenniswedstrijden namen acht Belgische deelnemers, vier mannen en vier vrouwen, deel in de vijf disciplines.
| Olympiër                       | Discipline     | Resultaat | Prestatie |
| ------------------------------ | -------------- | --------- | --- |
| Stéphane Halot                 | enkelspel (m)  | 33e       | 1e ronde: W van IRL Ireland: 6-1, 6-4, 6-4 2e ronde: V AUS van Willard: 6-8, 2-6, 2-6 |
| Albert Lammens                 | enkelspel (m)  | 33e       | 1e ronde: vrij 2e ronde: V van TCH Macenaeuer: 0-6, 1-6, 0-6 |
| Victor de Laveleye             | enkelspel (m)  | 33e       | 1e ronde: vrij 2e ronde: V van USA Richards: 2-6, 4-6, 0-6 |
| Jean Washer                    | enkelspel (m)  | 9e        | 1e ronde: W van ROU Misu: 6-3, 6-4, 6-2 2e ronde: W van ESP Flaquer: 6-1, 6-4, 7-6 3e ronde: W van USA Hunter: 2-6, 1-6, 6-2, 6-1, 6-4 4e ronde: V van ITA de Mortpugo: 6-2, 4-6, 6-1, 4-6, 6-8 |
| Stéphane Halot Albert Lammens  | dubbelspel (m) | 17e       | 1e ronde: vrij 2e ronde: V van FRA van Borotra/Lacoste: 3-6, 0-6, 2-6 |
| Victor de Laveleye Jean Washer | dubbelspel (m) | 17e       | 1e ronde: vrij 2e ronde: V van ITA de Morpugo/Serventim: 4-6, 4-6, 5-7 |
| Anne de Borman                 | enkelspel (v)  | 17e       | 1e ronde: vrij 2e ronde: V van GBR Kitty McKane: 0-6, 2-6 |
| Marthe Dupont                  | enkelspel (v)  | 17e       | 1e ronde: vrij 2e ronde: V van NED Bouman: 6-8, 4-6 |
| Marie Janssen                  | enkelspel (v)  | 33e       | 1e ronde: V van HUN Várady-Péter: 4-6, 1-6 |
| Marie Storms                   | enkelspel (v)  | 17e       | 1e ronde: vrij 2e ronde: V van GBR Shepard-Barron: 1-6, 1-6 |
| Anne de Borman Marie Storms    | dubbelspel (v) | 9e        | 1e ronde: vrij 2e ronde: V van GBR Covell/Kitty McKane: 1-6, 2-6 |
| Stéphane Halot Anne de Borman  | dubbelspel (g) | 9e        | 1e ronde: W van DEN Tegner/Brehm: 6-2, 6-4 2e ronde: V van SWE Müller/Fick: 0-6, 3-6 |
| Jean Washer Marthe Dupont      | dubbelspel (g) | 9e        | 1e ronde: vrij 2e ronde: V van NOR Nielsen/Mallory: 6-1, 3-6, 3-6 |

De dames Marthe Dupont en G. Janssen kwamen niet uit bij het dubbelspel (v).

### Voetbal
De enige wedstrijd werd op 29 mei 1924 gespeeld in het Stade de Colombes. Acht spelers (de Bie, Bastin, Coppee, Fierens, van Hege, Larnoe, Swartenbroeks, Verbeeck) maakten deel uit van het Olympisch elftal van 1920 dat olympisch kampioen werd.
| Olympiër | Discipline | Resultaat | Prestatie                                  |
| --- | ---------- | --------- | ------------------------------------------ |
| Désiré Bastin Robert Coppee Jean de Bie André Fierens Maurice Gilles Rik Larnoe Pelsmaeker Achille Schelstraete Armand Swartenbroeks Louis van Hege Oscar Verbeeck | mannen     | 9e        | 1e ronde: vrij 2e ronde: V van Zweden: 1-8 |

De elf reservespelers, F. deMol, G. Despae, L.G. Grimmonprez, E.J. Hanse, A. Henderickx, V. Houet, F.M. Lorphevre, B.J. Musch, J.H. Paty, Y. Thys en F. van Halme, kwamen niet in actie op deze spelen.

### Waterpolo
Zes spelers (Gérard Blitz, Maurice Blitz, Pierre Dewin, Albert Durant, Paul Gailly, Joseph Pletincx) maakten deel uit van het Olympisch team van 1920 dat ook zilver veroverde.
| Olympiër | Discipline | Resultaat | Prestatie |
| --- | ---------- | --------- | --- |
| Gérard Blitz Maurice Blitz Joseph Cludts Joseph De Combe Pierre Dewin Albert Durant Georges Fleurix Paul Gailly Joseph Pletincx Jules Thiry Pierre Vermetten | mannen     | Zilver    | 1e ronde: vrij kwartfinale: W van Hongarije: 3-2 halve finale: W van Tsjechië: 5-1 finale: V van Frankrijk: 0-3 zilveren halve finale: W van Zweden: 4-3 zilveren finale: W van Verenigde Staten: 2-1 |

### Wielersport
België schreef twaalf deelnemers in voor de wielrenwedstrijden, uiteindelijk namen er negen deelnemers deel.
| Olympiër                                                              | Discipline               | Resultaat   | Prestatie |
| Baan                                                                  | Baan                     | Baan        | Baan |
| --------------------------------------------------------------------- | ------------------------ | ----------- | --- |
| Pierre De Bruyne                                                      | 1000m sprint (m)         | kwartfinale | serie 1: W van ARG Gret: 13,8 kwartfinale 4: 3e kwartfinale herkansingen: 2e                                                     |
| Jean Verheyen                                                         | 1000m sprint (m)         | 1e ronde    | serie 12: 2e 1e ronde herkansingen: 3e                                                                                           |
| Josef Boons                                                           | 50km sprint (m)          | onbekend    | |
| Charles Cadron                                                        | 50km sprint (m)          | onbekend    | |
| Léonard Daghelinckx                                                   | 50km sprint (m)          | onbekend    | |
| Jean Verheyen                                                         | 50km sprint (m)          | onbekend    | |
| Léonard Daghelinckx Henri Hoevenaers Fernand Saivé Jean Van den Bosch | ploegenachtervolging (m) | Brons       | serie 1: W van Nederland: 5.12,0 kwartfinale 1: W van Polen: 5.12,2 halve finale 1: V van Italië bronzen finale: W van Frankrijk |
| Weg                                                                   |                          |             | |
| Henri Hoevenaers                                                      | tijdrit (m)              | Zilver      | 6:30.27,0 |
| Alphonse Parfondry                                                    | tijdrit (m)              | 6e          | 6:35.57,0 |
| Fernand Saivé                                                         | tijdrit (m)              | 16e         | 6:48.46,4 |
| Jean Van den Bosch                                                    | tijdrit (m)              | 10e         | 6:40.31,4 |
| Henri Hoevenaers Alphonse Parfondry Fernand Saivé Jean Van den Bosch  | ploegentijdrit (m)       | Zilver      | 19:46.55,14 |

### Worstelen
België schreef veertien deelnemers in bij het grieks-romeins worstelen waarvan er uiteindelijk negen aan de wedstrijden deelnamen. Voor het vrij worstelen schreef België zestien deelnemers in waarvan er acht aan de wedstrijden deelnamen.
| Olympiër          | Discipline  | Resultaat   | Prestatie |
| Vrije stijl       | Vrije stijl | Vrije stijl | Vrije stijl |
| ----------------- | ----------- | ----------- | --- |
| Joseph Dillen     | -56kg (m)   | 5e          | 1e ronde: vrij kwartfinale: V van USA Hines |
| Albert Foubert    | -61kg (m)   | 8e          | 1e ronde: vrij kwartfinale: V van JPN Naito |
| Auguste Thijs     | -61kg (m)   | 8e          | 1e ronde: vrij 2e ronde: V van FIN Huupponen |
| Herman Van Duyzen | -66kg (m)   | 5e          | 1e ronde: V van FRA Pouvroux |
| Frits Janssens    | -72kg (m)   | 9e          | 1e ronde: V van FIN Leino |
| Hyacinthe Roosen  | -72kg (m)   | 5e          | 1e ronde: W van FRA Dupraz kwartfinale: V van FIN Leino |
| Pierre Ollivier   | -79kg (m)   | Zilver      | 1e ronde: W van ITA Bonassin kwartfinale: W van SUI Tognetti halve finale: W van FIN Pekkala finale: V van SUI Hagemann zilveren halve finale: W van GBR Rhys zilveren finale: W van FIN Penttilä |
| Joseph Hutmacker  | -87kg (m)   | 9e          | 1e ronde: V van SWE Svensson |
| Grieks-Romeins    |             |             | |
| Henri Dierickx    | -58kg (m)   | 6e          | 1e ronde: W van DEN Andersen 2e ronde: W van TUR Cakin 3e ronde: W van NOR Martinsen 4e ronde: V van NOR Olsen 5e ronde: opgave                                                                   |
| Pierre Slock      | -58kg (m)   | 18e         | 1e ronde: V van EST Pütsep 2e ronde: V van FRA Kueny |
| Lucien Bottin     | -62kg (m)   | 18e         | 1e ronde: V van FRA Capron 2e ronde: V van SWE Malmberg |
| Édouard Rottiers  | -62kg (m)   | 13e         | 1e ronde: V van EST Väli 2e ronde: W van LUX Fettes 3e ronde: V van HUN Radvány |
| Louis Christoffel | -67kg (m)   | 20e         | 1e ronde: V van LAT Ronis 2e ronde: V van FIN Westerlund |
| Englebert Mollin  | -67kg (m)   | 20e         | 1e ronde: V van FRA Parisel 2e ronde: V van AUT Sesta |
| Jean Dumont       | -75kg (m)   | 20e         | 1e ronde: V van DEN Christoffersen 2e ronde: V van FIN Westerlund |
| Émile Walhelm     | -82kg (m)   | 14e         | 1e ronde: V van SWE Svensson 2e ronde: opgave |
| Léon Pottier      | +82kg (m)   | 5e          | 1e ronde: W van NED Sjouwerman 2e ronde: W van FIN Salila 3e ronde: V van LAT Polis 4e ronde: V van DEN Larsen                                                                                    |

### Zeilen
Dertien zeilers waren ingeschreven waarvan er negen in de zeilwedstrijden uitkwamen.
| Olympiër                                                                                 | Discipline   | Resultaat | Prestatie                   |
| ---------------------------------------------------------------------------------------- | ------------ | --------- | --------------------------- |
| Léon Huybrechts                                                                          | 12 voets jol | Goud      | 2 punten: (2-DSQ-1-1)       |
| Léon Huybrechts John Klotz Leopold Standaert                                             | 6m klasse    | 5e        | 16 punten: (6-7-3)          |
| Fernand Carlier Maurice Passylecq Emmanuel Pauwels Paul van Halteren Victor Vandersleyen | 8m klasse    | 4e        | 12 punten: (5-2-opgave-4-4) |

### Zwemmen
België schreef achttien deelnemers in bij de zwemsporten (inclusief het schoonspringen en waterpolo), van wie er zeventien aan de wedstrijden deelnamen.
| Olympiër                                                          | Discipline            | Resultaat | Prestatie                                                               |
| ----------------------------------------------------------------- | --------------------- | --------- | ----------------------------------------------------------------------- |
| Gérard Blitz                                                      | 100m rugslag (m)      | 4e        | serie 1: 2e in 1.19,0 halve finale 2: 1e in 1.19,0 finale: 4e in 1.19,6 |
| Joseph De Combe                                                   | 200m rugslag (m)      | Zilver    | serie 2: 1e in 3.02,0 halve finale 2: 1e in 3.00,2 finale: 2e in 2.59,2 |
| Albert Buydens Joseph Callens Emiel Thienpont Martial Van Schelle | 4x200m vrije slag (m) | 11e       | serie 4: 3e in 11.14,8                                                  |

Argentinië · Australië · België · Brazilië · Brits-Indië · Bulgarije · Canada · Chili · Cuba · Denemarken · Ecuador · Egypte · Estland · Filipijnen · Finland · Frankrijk · Griekenland · Groot-Brittannië · Haïti · Hongarije · Ierland · Italië · Japan · Joegoslavië · Letland · Litouwen · Luxemburg · Mexico · Monaco · Nederland · Nieuw-Zeeland · Noorwegen · Oostenrijk · Polen · Portugal · Roemenië · Spanje · Tsjecho-Slowakije · Turkije · Uruguay · Verenigde Staten · Zuid-Afrika · Zweden · Zwitserland